# Smilax solanifolia
Smilax solanifolia är en enhjärtbladig växtart som beskrevs av A.Dc. Smilax solanifolia ingår i släktet Smilax och familjen Smilacaceae. Inga underarter finns listade.